# 270年代
270年代（にひゃくななじゅうねんだい）は、西暦（ユリウス暦）270年から279年までの10年間を指す十年紀。